# Mesorregión del Sertón Pernambucano
La mesorregión del Sertón Pernambucano es una de las cinco mesorregiones del estado brasileño de Pernambuco. Es formada por cuatro microrregiones.
Es de clima semiárido y enfrenta períodos de sequía, bien como presenta algunas de las mayores temperaturas del Brasil. Es la región más pobre y con menor densidad demográfica de Pernambuco. Las mayores ciudades son Sierra Talhada, Arcoverde y Salgueiro.

## Microrregiones
- Microrregión de Araripina
- Microrregión de Salgueiro
- Microrregión del Pajeú
- Microrregión del Sertón del Moxotó

- Datos: Q388043